# Tour France
O Tour France é um arranha-céu de escritórios em Puteaux, em La Défense, o distrito comercial da área metropolitana de Paris. 
Localizado às margens do Sena, o Tour France é, depois do Tour Défense 2000, o prédio de apartamentos mais alto da Île-de-France.

## Habitante famoso
Durante a sua construção, o cantor Gilbert Bécaud teve o seu piano de cauda baixado por uma grua no último andar, antes da construção do telhado, acompanhando-o ele próprio durante a subida à plataforma.